# امید زندگانی
امید زندگانی (زادهٔ ۵آذر۱۳۴۶، آبادان) بازیگر سینما و تلویزیون اهل ایران است. وی فرزند سیاوش زندگانی از استادان موسیقی ایران و برادر امین زندگانی است.
وی در شانزده سالگی با هادی مرزبان آشنا شد و در مسیر بازیگری قرار گرفت. امید سال‌ها در رادیو جوان مشغول فعالیت بود. همیشه این جمله را با ناراحتی بیان می‌کند «بازیگری‌ام فدای اجرایم شد» وی دارای مدرک بین‌المللی غواصی در آب‌های آزاد است. هم‌اکنون در زمینه موسیقی پاپ مشغول فعالیت است  .

## فیلم‌شناسی

### سینمایی
- پرسه در شهر لاجوردی (۱۳۹۴)
- روییدن در باد (۱۳۹۰)
- آژانس ازدواج (۱۳۸۹)
- پسران آجری (۱۳۸۵)
- مقلد شیطان (۱۳۸۵)
- فراری (۱۳۸۱)
- زندگی (۱۳۷۶)

## مجموعه تلویزیونی
| سال  | مجموعه تلویزیونی       | کارگردان           | توضیحات                           |
| ۱۳۷۴ | در پناه تو             | حمید لبخنده        | شبکه ۲۲۶ قسمت                     |
| ۱۳۷۵ | بازگشت به خانه         | مسعود نوابی        | شبکه ۱۱۳ قسمت                     |
| ۱۳۷۵ | پانزده مسافر           | مهدی طاهری         | شبکه ۱                            |
| ۱۳۷۶ | فردا دیر است           | حسن فتحی           | شبکه ۳۲۶ قسمتبازی در اپیزود توماس |
| ۱۳۷۷ | از خواستگاری تا ازدواج | فرهاد اژدری        | شبکه ۲                            |
| ۱۳۸۱ | از تو به یک اشاره      | رضا فیاضی          | شبکه ۱۳۵ قسمت                     |
| ۱۳۸۲ | کمی اون ورتر           | مسعود فروتن        | ساخت این مجموعه ناتمام ماند       |
| ۱۳۸۲ | هتل پاپلی              | محمدتقی رنجبر      | شبکه ۱۴۲ قسمت                     |
| ۱۳۸۳ | رسم شیدایی             | اکبر خواجویی       | شبکه ۲۴۰ قسمت                     |
| ۱۳۸۳ | دایره تردید            | امیر قویدل         | شبکه ۱۲۶ قسمت                     |
| ۱۳۸۵ | نرگس                   | سیروس مقدم         | شبکه ۳۷۰ قسمت                     |
| ۱۳۸۵ | پرواز در حباب          | سیروس مقدم         | شبکه ۳۱۵ قسمت                     |
| ۱۳۸۶ | سرنوشت                 | محمدرضا زهتابی     | شبکه ۱۱۹ قسمت                     |
| ۱۳۸۶ | معصومه                 | سید محسن یوسفی     | شبکه ۱۹ّ قسمت                      |
| ۱۳۸۷ | خسته دلان              | سیروس الوند        | شبکه ۱۱۵ قسمتبازی در اپیزود استاد |
| ۱۳۸۷ | مرد دو هزار چهره       | مهران مدیری        | شبکه ۳۱۳ قسمتپخش در نوروز ۸۸      |
| ۱۳۸۹ | ملکوت                  | محمدرضا آهنج       | شبکه ۲۳۰ قسمتپخش در ماه رمضان     |
| ۱۳۸۹ | عملیات ۱۲۵(سری دوم)    | محمدرضا آهنج       | شبکه تهران۱۸ قسمت                 |
| ۱۳۹۳ | برابر با اصل           | سید جلال الدین دری | شبکه ۱۱۴ قسمت                     |
| ۱۳۹۴ | جاده قدیم              | بهرام بهرامیان     | شبکه ۱۲۰ قسمت                     |
| ۱۳۹۵ | در قصه‌ها زندگی می‌کنند  | داوود بیدل         | شبکه ۲۱۲ قسمت                     |
| ۱۴۰۳ | عالیجناب (رئالیتی شو)  | علیرضا کریم زاده   | شبکه نمایش خانگی نمافیلم۱۲ قسمت   |